# Charles Ragan
Charles Alexander Ragan Jr. (Washington, D.C., 1910 – Nova Iorque, 26 de outubro de 1976) foi um reumatologista estadunidense. Foi professor da Universidade Columbia.
Foi um dos primeiros laureados com o Prêmio Internacional da Fundação Gairdner de 1959. Recebeu o prêmio com Harry Melvin Rose como codescobridor do fator reumatoide em 1948.. Independentemente descobriu o mesmo fator de forma independente Erik Waaler na Noruega (1940).
Dentre seus alunos conta o laureado com o Nobel Baruch Blumberg.